# Chase Chorus
Unter einem Chase Chorus (Aussprache ['tʃes'kɔːrəs]; wörtliche Übersetzung aus dem Englischen Jagd-Chorus) versteht man im Jazz eine insbesondere im Bebop praktizierte Art einer wettbewerblichen, abwechselnden Improvisation: Mehrere Musiker wechseln sich mit ihren Soli innerhalb eines Chorus ab, der in mehrere gleich lange Perioden (mit einer Dauer von vier, acht oder 16, selten auch zwei Takten) unterteilt ist. Dabei wechseln sich die Solisten in immer gleicher Reihenfolge ab.
Diese Praxis wurde besonders im Rahmen von Konzerten von Jazz at the Philharmonic (1944–1967) gepflegt, ist aber bereits im Chicago-Jazz Ende der 1920er Jahre aufgekommen (z. B. „Borneo“ mit Bix Beiderbecke und Frank Trumbauer). In einer Art Wettstreit versuchen die sich abwechselnden und hintereinander „herjagenden“ Solisten sich gegenseitig durch musikalischen Einfallsreichtum und technische Brillanz gegenseitig auszustechen. Zu den bekanntesten auf Tonträger dokumentierten Beispielen für diese Art der Improvisation gehören „The Chase“ von Dexter Gordon und Wardell Gray (1947) und „Blues Up and Down“ von Sonny Stitt und Gene Ammons (1950). Der Chase Chorus wurde auch im Hardbop noch kultiviert; dort sprach man meist von Four/Fours (Viertaktwechseln).